# Poivrier noir
Piper nigrum
Pour les articles homonymes, voir Poivre (homonymie).
Espèce
Classification phylogénétique
Le Poivrier noir ou Poivre noir (Piper nigrum) est une espèce de plantes à fleurs de la famille des Pipéracées. C'est une liane originaire de la côte de Malabar. Cette plante est cultivée dans la zone tropicale pour ses baies qui donnent une épice recherchée : le poivre.

## Dénominations
- Nom scientifique : Piper nigrum L., 1753
- Nom accepté, recommandé ou typique en français : Poivre noir[2],[3],[4],[5] ou Poivrier noir[4],[6]
- Autres noms vulgaires (vulgarisation scientifique) : Poivre blanc[2],[4], Poivre vert[2]
- Noms vernaculaires (langage courant), pouvant désigner éventuellement d'autres espèces : Poivrier[2] ou Poivre[3]

## Liste des variétés

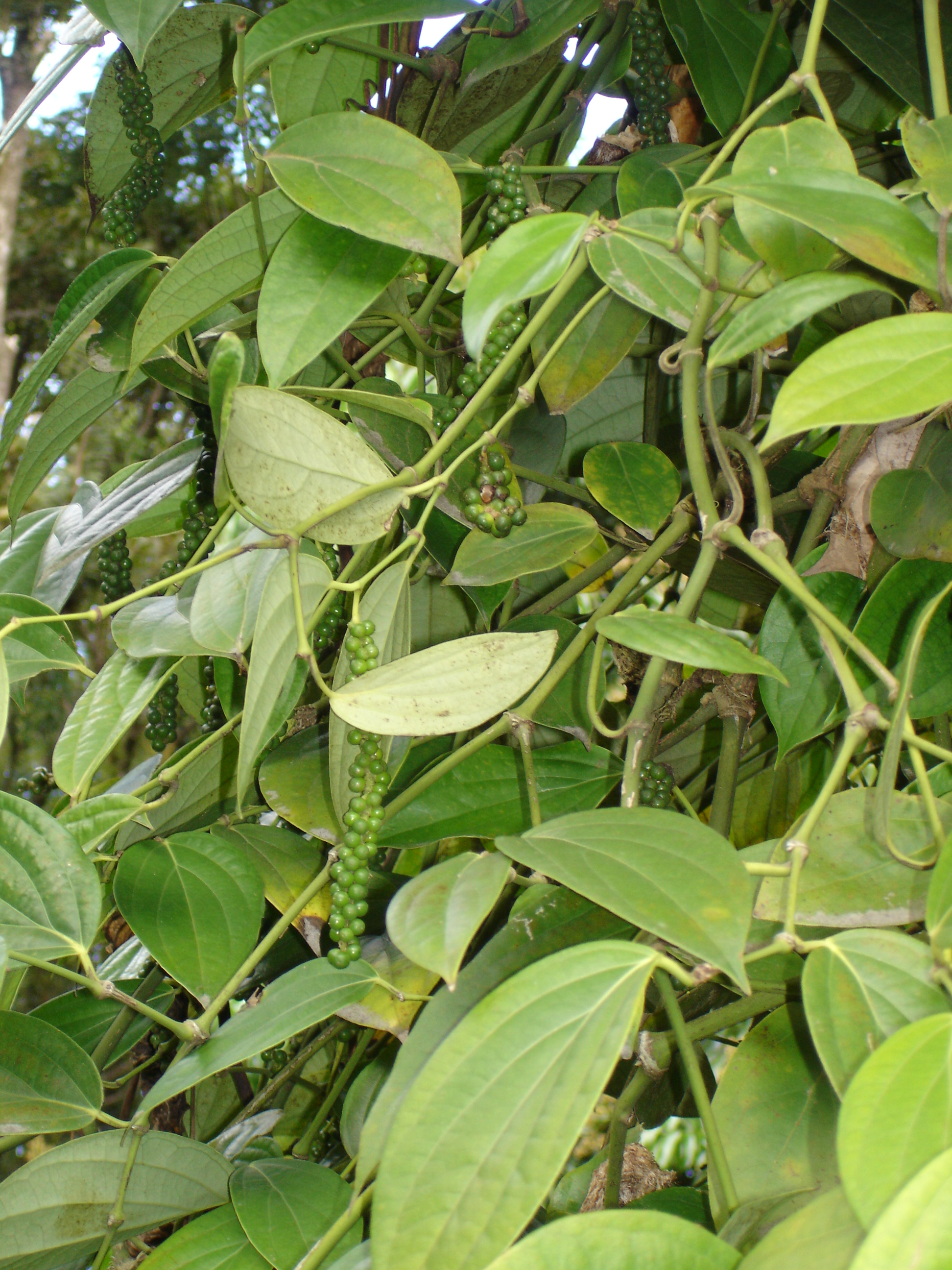
Poivrier noir, au Jardin des parfums et des épices, sur l'île de la Réunion.

Selon Tropicos (19 décembre 2013) (Attention liste brute contenant possiblement des synonymes) :
- variété Piper nigrum var. macrostachyum C. DC.
- variété Piper nigrum var. nigrum

## Culture
Une maladie ravage les plants de poivrier depuis 1992. Elle contamine le sol et provoque le pourrissement brutal des racines. Le champignon Phytophthora capsici, qui s'apparente à une algue, en est à l'origine. Il peut rester plusieurs années dans le sol. Ses cellules se reproduisent avec la chaleur et les pluies. L'ONU a financé un programme de recherche pour combattre la maladie.

## Galerie de photographies

Poivrier noir, Jardin botanique de la reine Sirikit, Thaïlande
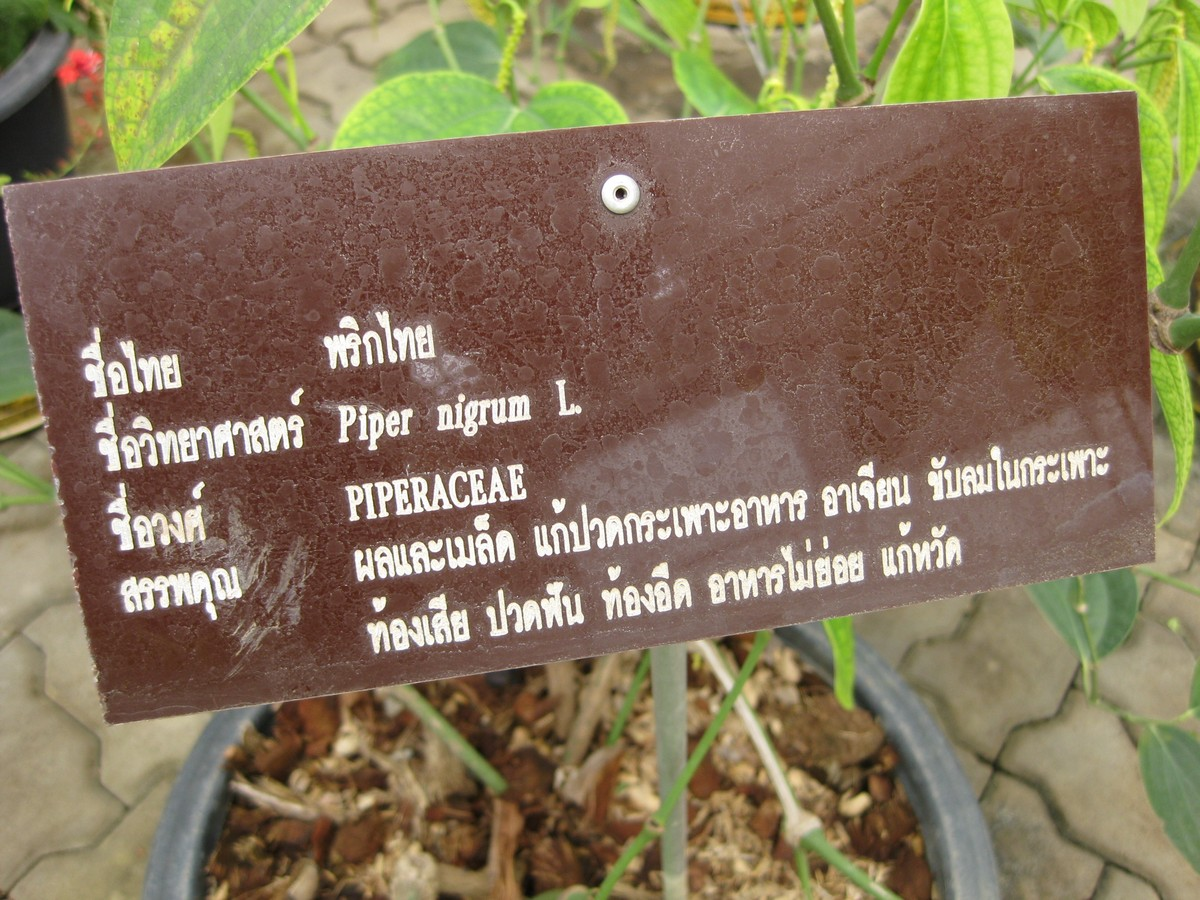
Panneau descriptif en thaï.
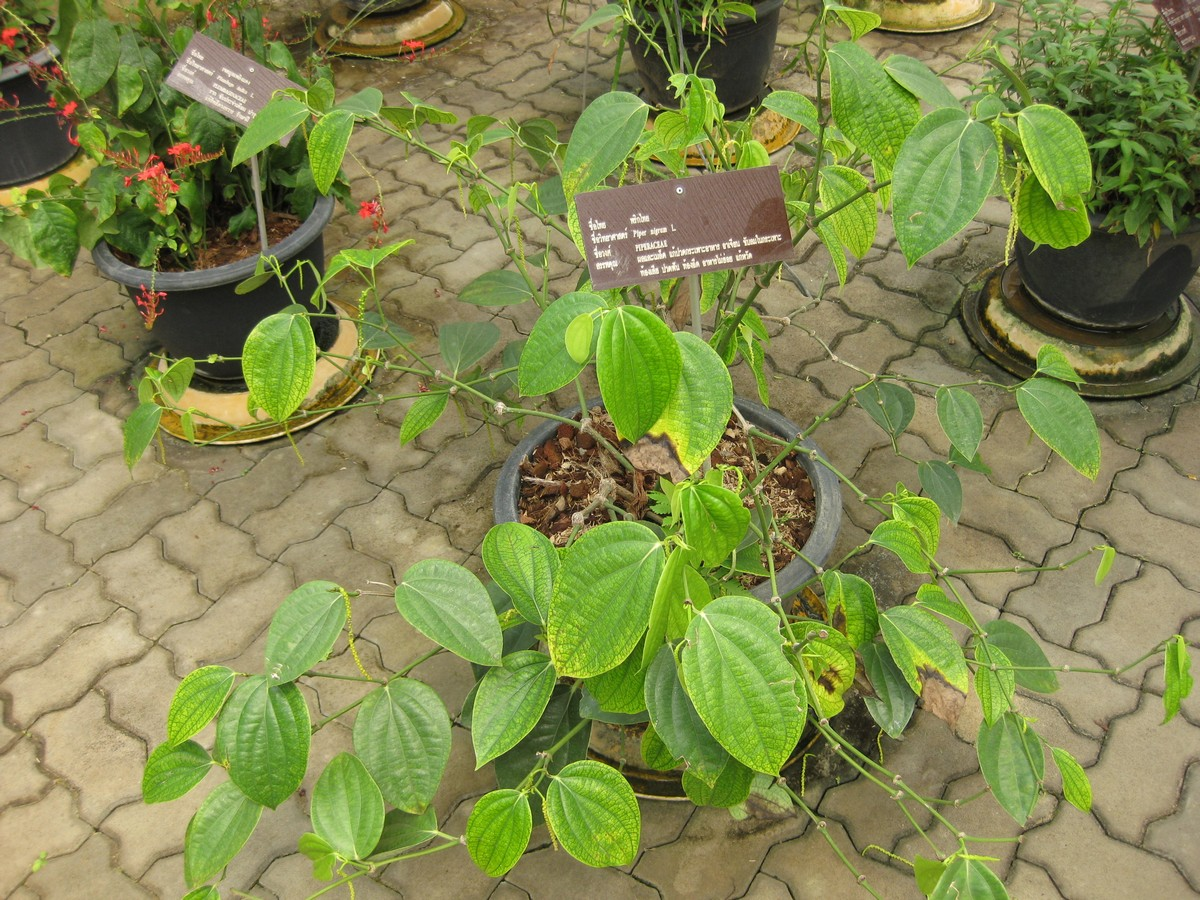
Poivrier noir en pot.
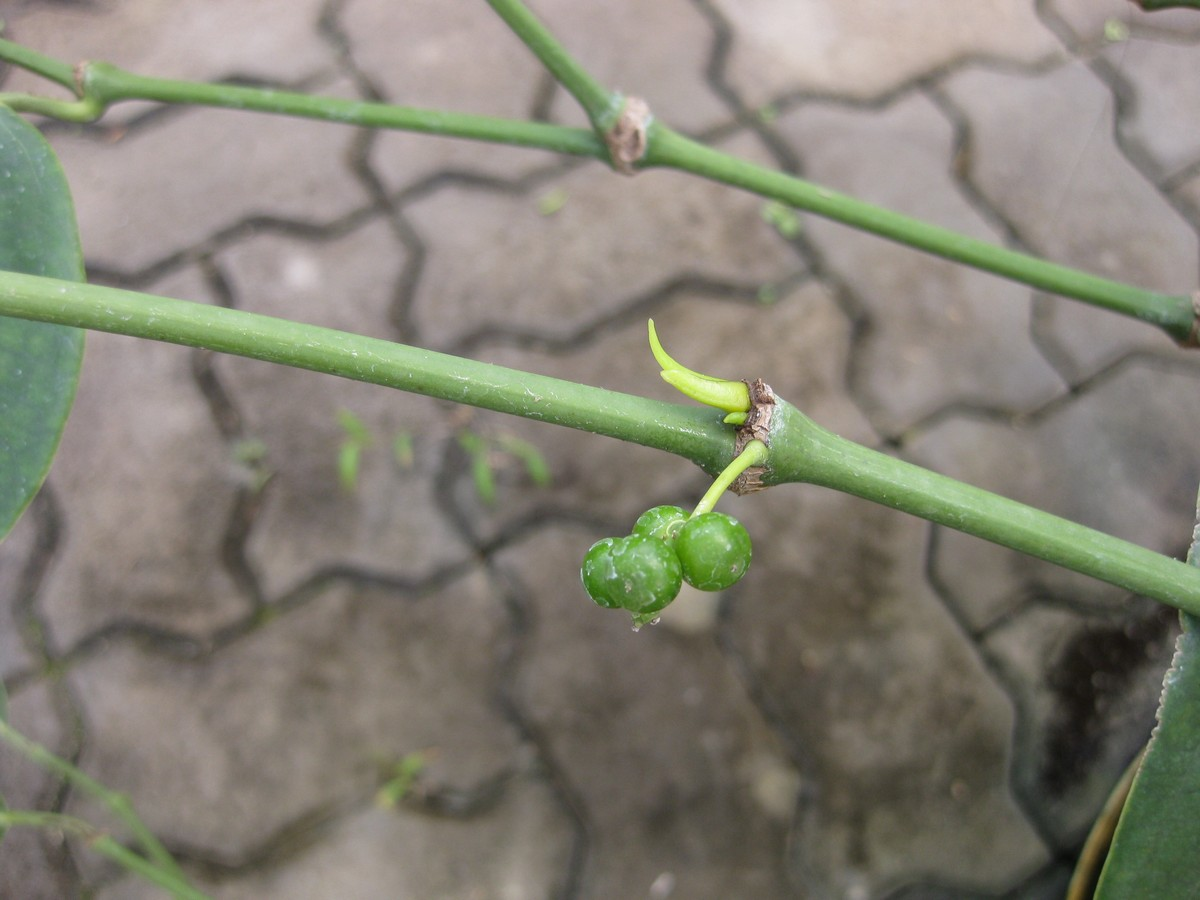
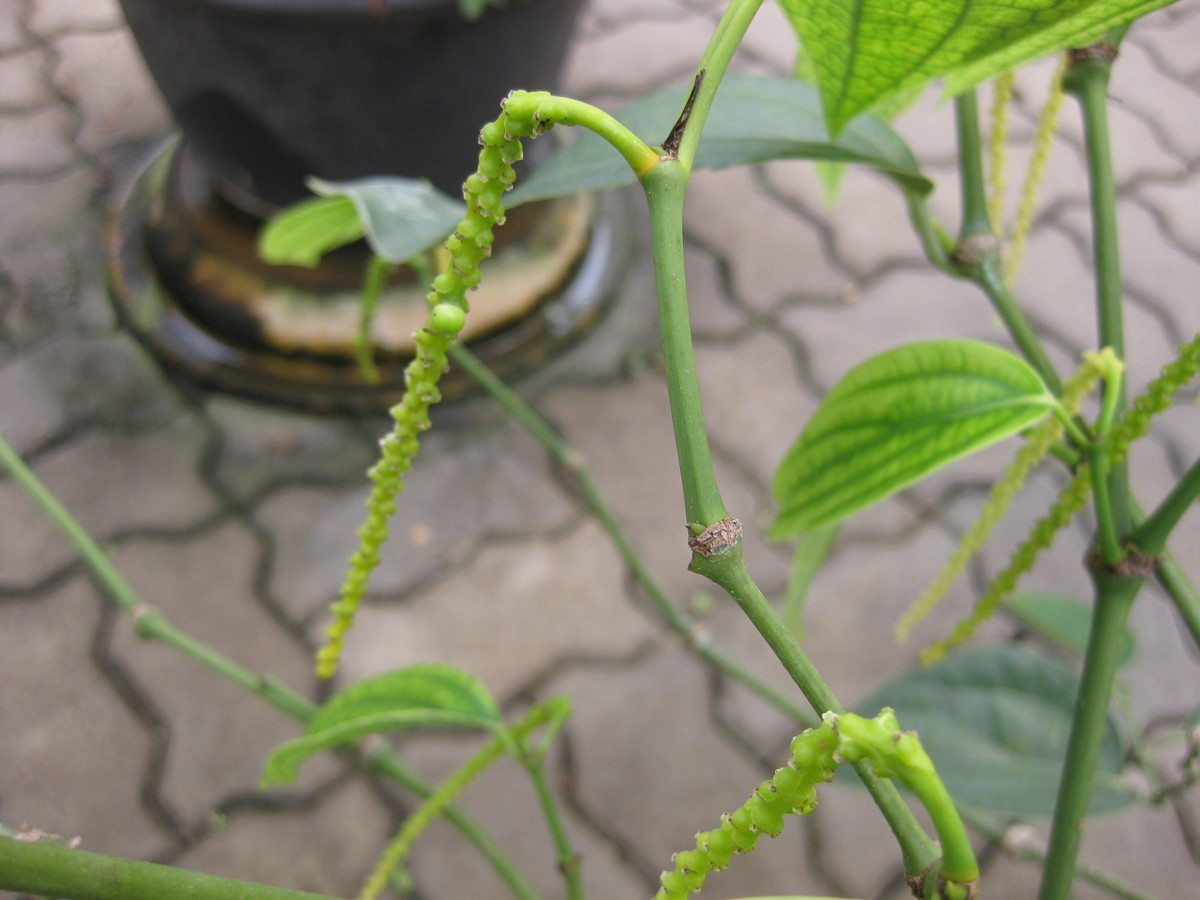